# Mutley
Mutley – dzielnica miasta Plymouth, w Anglii, w Devon, w dystrykcie (unitary authority) Plymouth. Mutley jest wspomniana w Domesday Book (1086) jako Modlei/Modleia.